# Список прем'єр-міністрів Греції
Детальніші відомості з цієї теми Ви можете знайти в статті Прем'єр-міністр Греції

## Грецька революція
| Им'я                                                 | Портрет | Роки життя                     | Роки при владі                 | Партія |
| ---------------------------------------------------- | ------- | ------------------------------ | ------------------------------ | ------ |
| Александрос Маврокордатос (Αλέξανδρος Μαυροκορδάτος) |         | 1791—1865                      | 13 січня 1822 — 10 травня 1823 |        |
| Афанасіос Канакаріс (Αθανάσιος Κανακάρης)            |         | 1760—1823                      | 1822                           |        |
| Петрос Мавроміхаліс (Πετρόμπεης Μαυρομιχάλης)        |         | 1765—1848                      | 1823                           |        |
| Георгіос Кундуріотіс (Γεώργιος Κουντουριώτης)        |         | 1782—1858                      | 1823—1826                      |        |
| Андреас Заіміс (Ανδρέας Ζαΐμης)                      |         | 1791—1840                      | 1826—1827                      |        |
| Георгіос Мавроміхаліс (Γεώργιος Μαυρομιχάλης)        |         | 1791—1840                      | 1826—1827                      |        |
| Іоанн Каподистрія (Ιωάννης Καποδίστριας)             |         | 1776—1831                      | 1827 — 9 жовтня 1831           |        |
| Августинос Каподистрія (Αυγουστίνος Καποδίστριας)    |         | 1778—1857                      |                                |        |
| Теодорос Колокотроніс (Θεόδωρος Κολοκοτρώνης)        |         | 1770—1843                      |                                |        |
| Іоанніс Колетіс (Ιωάννης Κωλέττης)                   |         | 1773 або 1774 — 31 серпня 1847 |                                |        |

## Після здобуття незалежності
| Им'я                                                                | Портрет | Роки життя | Роки при владі                  | Партія |
| ------------------------------------------------------------------- | ------- | ---------- | ------------------------------- | ------ |
| Спиридон Трикупіс (Σπυρίδων Τρικούπης)                              |         | 1788—1873  | 25 січня 1833 — 3 квітня 1833   |        |
| Спиридон Трикупіс (Σπυρίδων Τρικούπης)                              |         | 1788—1873  | 3 квітня 1833 — 12 жовтня 1833  |        |
| Александрос Маврокордатос (Αλέξανδρος Μαυροκορδάτος)                |         | 1791—1865  | 12 жовтня 1833 — 31 травня 1834 |        |
| Іоанніс Колетіс (Ιωάννης Κωλέττης)                                  |         | 1774—1847  | 12 червня 1834 — 20 травня 1835 |        |
| граф Йосиф Людовик Армансперг (Κόμης Ιωσήφ Λουδοβίκος Άρμανσμπεργκ) |         | 1787—1853  | 20 травня 1835 — 2 лютого 1837  |        |
| Ігнатіос фон Рутхарт (Ιγνάτιος φον Ρούτχαρτ)                        |         | 1790—1838  | 2 лютого 1837 — 8 грудня 1837   |        |
| король Оттон Баварський (Βασιλεύς Όθων)                             |         | 1815—1867  | 8 грудня 1837 — 10 лютого 1841  |        |
| Александрос Маврокордатос (Αλέξανδρος Μαυροκορδάτος)                |         | 1791—1865  | 10 лютого 1841 — 10 серпня 1841 |        |
| король Оттон Баварський (Βασιλεύς Όθων)                             |         | 1815—1867  | 10 серпня 1841 — 3 вересня 1843 |        |

## Грецьке королівство
| Им'я                                                       | Портрет                                       | Роки життя | Роки при владі                        | Партія |
| ---------------------------------------------------------- | --------------------------------------------- | ---------- | ------------------------------------- | ------ |
| Андреас Метаксас (Ανδρέας Μεταξάς)                         | Файл:Andreas Ioannis Metaxas 1937 cropped.jpg | 1790—1860  | 3 вересня 1843 — 16 лютого 1844       |        |
| Константінос Канаріс (Κωνσταντίνος Κανάρης)                |                                               | 1790—1877  | 16 лютого 1844 — 30 березня 1844      |        |
| Александрос Маврокордатос (Αλέξανδρος Μαυροκορδάτος)       |                                               | 1791—1865  | 30 березня 1844 — 6 серпня 1844       |        |
| Іоанніс Колетіс (Ιωάννης Κωλέττης)                         |                                               | 1774—1847  | 6 серпня 1844 — 5 вересня 1847        |        |
| Кіцос Цавелас (Κίτσος Τζαβέλας)                            |                                               | 1801—1855  | 5 вересня 1847 — 8 березня 1848       |        |
| Георгіос Кундуріотіс (Γεώργιος Κουντουριώτης)              |                                               | 1782—1858  | 8 березня 1848 — 15 жовтня 1848       |        |
| Константінос Канаріс (Κωνσταντίνος Κανάρης)                |                                               | 1790—1877  | 15 жовтня 1848 — 12 грудня 1849       |        |
| Антоніос Криєзіс (Αντώνιος Κριεζής)                        |                                               | 1796—1865  | 12 грудня 1849 — 16 травня 1854       |        |
| Константінос Канаріс (Κωνσταντίνος Κανάρης)                |                                               | 1790—1877  | 16 травня 1854 — 17 липня 1854        |        |
| Александрос Маврокордатос (Αλέξανδρος Μαυροκορδάτος)       |                                               | 1791—1865  | 17 липня 1854 — 22 вересня 1855       |        |
| Дімітріос Вулгаріс (Δημήτριος Βούλγαρης)                   |                                               | 1802—1878  | 22 вересня 1855 — 13 листопада 1857   |        |
| Атанасіос Міауліс (Αθανάσιος Μιαούλης)                     |                                               | 1815—1867  | 13 листопада 1857 — 26 травня 1862    |        |
| Іоаніс Колокотроніс (Ιωάννης (Γενναίος) Κολοκοτρώνης)      |                                               | 1803—1868  | 26 травня 1862 — 11 жовтень 1862      |        |
| Дімітріос Вулгаріс (Δημήτριος Βούλγαρης)                   |                                               | 1802—1878  | 11 жовтень 1862 — 9 лютого 1863       |        |
| Аристеїдіс Мораїтініс (Αριστείδης Μωραϊτίνης)              |                                               | 1806—1875  | 9 лютого 1863 — 13 лютого 1863        |        |
| Зиновіос Вавіс (Ζηνόβιος Βάλβης)                           |                                               | 1800—1886  | 13 лютого 1863 — 27 березня 1863      |        |
| Діомідіс Кіріакос (Διομήδης Κυριακός)                      |                                               | 1811—1869  | 27 березня 1863 — 29 квітня 1863      |        |
| Бенізелос Руфос (Μπενιζέλος Ρούφος)                        |                                               | 1795—1868  | 29 квітня 1863 — 25 жовтня 1863       |        |
| Дімітріос Вулгаріс (Δημήτριος Βούλγαρης)                   |                                               | 1802—1878  | 25 жовтень 1863 — 5 березня 1864      |        |
| Константінос Канаріс (Κωνσταντίνος Κανάρης)                |                                               | 1790—1877  | 5 березня 1864 — 16 квітня 1864       |        |
| Зиновіос Вавіс (Ζηνόβιος Βάλβης)                           |                                               | 1800—1886  | 16 квітня 1864 — 26 липня 1864        |        |
| Константінос Канаріс (Κωνσταντίνος Κανάρης)                |                                               | 1790—1877  | 26 липня 1864 — 9 лютого 1865         |        |
| Бенізелос Руфос (Μπενιζέλος Ρούφος)                        |                                               | 1795—1868  | 9 лютого 1865 — 2 березня 1865        |        |
| Александрос Кумундурос (Αλέξανδρος Κουμουνδούρος)          |                                               | 1817—1883  | 2 березняа 1865 — 20 жовтня1865       |        |
| Епамінондас Делієоріс (Επαμεινώνδας Δεληγεώργης)           |                                               | 1829—1889  | 20 жовтня 1865 — 3 листопада 1865     |        |
| Дімітріос Вулгаріс (Δημήτριος Βούλγαρης)                   |                                               | 1802—1878  | 3 листопада 1865 — 6 листопада 1865   |        |
| Александрос Кумундурос (Αλέξανδρος Κουμουνδούρος)          |                                               | 1817—1883  | 6 листопада 1865 — 13 листопада 1865  |        |
| Епамінондас Делієоріс (Επαμεινώνδας Δεληγεώργης)           |                                               | 1829—1889  | 13 листопада 1865 — 28 листопада 1865 |        |
| Бенізелос Руфос (Μπενιζέλος Ρούφος)                        |                                               | 1795—1868  | 28 листопада 1865 — 9 червня 1866     |        |
| Дімітріос Вулгаріс (Δημήτριος Βούλγαρης)                   |                                               | 1802—1878  | 9 червня 1866 — 18 грудня 1866        |        |
| Александрос Кумундурос (Αλέξανδρος Κουμουνδούρος)          |                                               | 1817—1883  | 18 грудня 1866 — 20 грудня 1867       |        |
| Аристеїдіс Мораїтініс (Αριστείδης Μωραϊνίτης)              |                                               | 1806—1875  | 20 грудня 1867 — 25 січня 1868        |        |
| Дімітріос Вулгаріс (Δημήτριος Βούλγαρης)                   |                                               | 1802—1878  | 25 січня 1868 — 25 січня 1869         |        |
| Фрасівулос Заіміс (Θρασύβουλος Ζαΐμης)                     |                                               | 1829—1880  | 25 січня 1869 — 9 липня 1870          |        |
| Епамінондас Делієоріс (Επαμεινώνδας Δεληγεώργης)           |                                               | 1829—1889  | 9 липня 1870 — 3 грудня 1870          |        |
| Александрос Кумундурос (Αλέξανδρος Κουμουνδούρος)          |                                               | 1817—1883  | 3 грудня 1870 — 28 жовтня 1871        |        |
| Фрасівулос Заіміс (Θρασύβουλος Ζαΐμης)                     |                                               | 1829—1880  | 28 жовтня 1871 — 25 грудня 1871       |        |
| Дімітріос Вулгаріс(Δημήτριος Βούλγαρης)                    |                                               | 1802—1878  | 25 грудня 1871 — 8 липня 1872         |        |
| Епамінондас Делієоріс (Επαμεινώνδας Δεληγεώργης)           |                                               | 1829—1889  | 8 липня 1872 — 9 лютого 1874          |        |
| Дімітріос Вулгаріс (Δημήτριος Βούλγαρης)                   |                                               | 1802—1878  | 9 лютого 1874 — 27 квітня 1875        |        |
| Харілаос Трикупіс (Χαρίλαος Τρικούπης)                     |                                               | 1832—1896  | 27 квітня 1875 — 15 жовтня 1875       |        |
| Александрос Кумундурос (Αλέξανδρος Κουμουνδούρος)          |                                               | 1817—1883  | 15 жовтня 1875 — 26 листопада 1876    |        |
| Епамінондас Делієоріс (Επαμεινώνδας Δεληγεώργης)           |                                               | 1829—1889  | 26 листопада 1876 — 1 грудня 1876     |        |
| Александрос Кумундурос (Αλέξανδρος Κουμουνδούρος)          |                                               | 1817—1883  | 1 грудня 1876 — 26 лютого 1877        |        |
| Епамінондас Делієоріс (Επαμεινώνδας Δεληγεώργης)           |                                               | 1829—1889  | 26 лютого 1877 — 19 травня 1877       |        |
| Александрос Кумундурос (Αλέξανδρος Κουμουνδούρος)          |                                               | 1817—1883  | 19 травня 1877 — 26 травня 1877       |        |
| Константінос Канаріс (Κωνσταντίνος Κανάρης)                |                                               | 1790—1877  | 26 травня 1877 — 2 вересня 1877       |        |
| Александрос Кумундурос (Αλέξανδρος Κουμουνδούρος)          |                                               | 1817—1883  | 11 січня 1878 — 21 жовтня 1878        |        |
| Харілаос Трикупіс (Χαρίλαος Τρικούπης)                     |                                               | 1832—1896  | 21 жовтня 1878 — 26 жовтня 1878       |        |
| Александрос Кумундурос (Αλέξανδρος Κουμουνδούρος)          |                                               | 1817—1883  | 26 жовтня 1878 — 10 березня 1880      |        |
| Харілаос Трикупіс (Χαρίλαος Τρικούπης)                     |                                               | 1832—1896  | 10 березня 1880 — 13 жовтня 1880      |        |
| Александрос Кумундурос (Αλέξανδρος Κουμουνδούρος)          |                                               | 1817—1883  | 13 жовтня 1880 — 3 березня 1882       |        |
| Харілаос Трикупіс (Χαρίλαος Τρικούπης)                     |                                               | 1832—1896  | 3 березня 1882 — 19 квітня 1885       |        |
| Теодорос Деліянніс (Θεόδωρος Δηλιγιάννης)                  |                                               | 1820—1905  | 19 квітня 1885 — 30 квітня 1886       |        |
| Дімітріос Вавіс (Δημήτριος Βάλβης)                         |                                               | 1814—1886  | 30 квітня 1886 — 9 травня 1886        |        |
| Харілаос Трикупіс (Χαρίλαος Τρικούπης)                     |                                               | 1832—1896  | 9 травня 1886 — 24 жовтня 1890        |        |
| Теодорос Деліянніс (Θεόδωρος Δηλιγιάννης)                  |                                               | 1820—1905  | 24 жовтня 1890 — 18 лютого 1892       |        |
| Константінос Константопулос (Κωνσταντίνος Κωνσταντόπουλος) |                                               | 1832—1910  | 18 лютого 1892 — 10 червня 1892       |        |
| Харілаос Трикупіс(Χαρίλαος Τρικούπης)                      |                                               | 1832—1896  | 10 червня 1892 — 3 травня 1893        |        |
| Сотиріос Сотиропулос (Σωτήριος Σωτηρόπουλος)               |                                               | 1831—1898  | 3 травня 1893 — 30 жовтня 1893        |        |
| Харілаос Трикупіс (Χαρίλαος Τρικούπης)                     |                                               | 1832—1896  | 30 жовтня 1893 — 12 січня 1895        |        |
| Ніколаос Деліянніс (Νικόλαος Δηλιγιάννης)                  |                                               | 1845—1910  | 12 січня 1895 — 31 травня 1895        |        |
| Теодорос Деліянніс(Θεόδωρος Δηλιγιάννης)                   |                                               | 1820—1905  | 31 травня 1895 — 18 квітня 1897       |        |
| Дімітріос Ралліс (Δημήτριος Ράλλης)                        |                                               | 1844—1921  | 18 квітня 1897 — 21 вересня 1897      |        |
| Александрос Заіміс (Αλέξανδρος Ζαΐμης)                     |                                               | 1855—1936  | 21 вересня 1897 — 2 квітня 1899       |        |
| Георгіос Феотокіс (Γεώργιος Θεοτόκης)                      |                                               | 1844—1916  | 2 квітня 1899 — 12 листопада 1901     |        |
| Александрос Заіміс (Αλέξανδρος Ζαΐμης)                     |                                               | 1855—1936  | 12 листопада 1901 — 24 листопада 1902 |        |
| Теодорос Деліянніс (Θεόδωρος Δηλιγιάννης)                  |                                               | 1820—1905  | 24 листопада 1902 — 14 червня 1903    |        |
| Георгіос Феотокіс (Γεώργιος Θεοτόκης)                      |                                               | 1844—1916  | 14 червня 1903 — 28 червня 1903       |        |
| Дімітріос Ралліс (Δημήτριος Ράλλης)                        |                                               | 1844—1921  | 28 червня 1903 — 6 грудня 1903        |        |
| Георгіос Феотокіс (Γεώργιος Θεοτόκης)                      |                                               | 1844—1916  | 6 грудня 1903 — 16 грудня 1904        |        |
| Теодорос Деліянніс (Θεόδωρος Δηλιγιάννης)                  |                                               | 1820—1905  | 16 грудня 1904 — 31 травня 1905       |        |
| Дімітріос Ралліс (Δημήτριος Ράλλης)                        |                                               | 1844—1921  | 9 червня 1905 — 8 грудня 1905         |        |
| Георгіос Феотокіс (Γεώργιος Θεοτόκης)                      |                                               | 1844—1916  | 8 грудня 1905 — 7 липня 1909          |        |
| Дімітріос Ралліс (Δημήτριος Ράλλης)                        |                                               | 1844—1921  | 7 июля 1909 — 15 серпня 1909          |        |
| Кіріякуліс Мавроміхаліс (Κυριακούλης Π. Μαυρομιχάλης)      |                                               | 1849—1916  | 15 серпня 1909 — 18 січня 1910        |        |
| Стефанос Драгуміс (Στέφανος Δραγούμης)                     |                                               | 1842—1923  | 18 січня 1910 — 6 жовтня 1910         |        |
| Елефтеріос Венізелос (Ελευθέριος Βενιζέλος)                |                                               | 1864—1936  | 6 жовтня 1910 — 25 лютого 1915        |        |
| Дімітріос Гунаріс (Δημήτριος Γούναρης)                     |                                               | 1866—1922  | 25 лютого 1915 — 10 серпня 1915       |        |
| Елефтеріос Венізелос (Ελευθέριος Βενιζέλος)                |                                               | 1864—1936  | 10 серпня 1915 — 24 вересня 1915      |        |
| Александрос Заіміс (Αλέξανδρος Ζαΐμης)                     |                                               | 1855—1936  | 24 вересня 1915 — 25 жовтня 1915      |        |
| Стефанос Скулудіс (Στέφανος Σκουλούδης)                    |                                               | 1836—1928  | 25 жовтня 1915 — 9 червня 1916        |        |
| Александрос Заіміс (Αλέξανδρος Ζαΐμης)                     |                                               | 1855—1936  | 9 червня 1916 — 3 вересня 1916        |        |
| Ніколаос Калоєропулос (Νικόλαος Καλογερόπουλος)            |                                               | 1853—1927  | 3 вересня 1916 — 27 вересня 1916      |        |
| Елефтеріос Венізелос (Ελευθέριος Βενιζέλος)                |                                               | 1864—1936  | 19 вересня 1916 — 27 червня 1917      |        |
| Спиридон Ламброс (Σπυρίδων Λάμπρος)                        |                                               | 1851—1919  | 27 вересня 1916 — 21 квітня 1917      |        |
| Александрос Заіміс (Αλέξανδρος Ζαΐμης)                     |                                               | 1855—1936  | 21 квітня 1917 — 14 червня 1917       |        |
| Елефтеріос Венізелос (Ελευθέριος Βενιζέλος)                |                                               | 1864—1936  | 14 червня 1917 — 4 листопада 1920     |        |
| Дімітріос Ралліс (Δημήτριος Ράλλης)                        |                                               | 1844—1921  | 4 листопада 1920 — 24 січня 1921      |        |
| Ніколаос Калоєропулос (Νικόλαος Καλογερόπουλος)            |                                               | 1853—1927  | 24 січня 1921 — 8 квітня 1921         |        |
| Дімітріос Гунаріс (Δημήτριος Γούναρης)                     |                                               | 1866—1922  | 26 березня 1921 — 3 травня 1922       |        |
| Ніколаос Стратос (Νικόλαος Στράτος)                        |                                               | 1872—1922  | 3 травня 1922 — 9 травня 1922         |        |
| Петрос Протопападакіс (Πέτρος Πρωτοπαπαδάκης)              |                                               | 1860—1922  | 9 травня 1922 — 28 серпня 1922        |        |
| Ніколаос Триандафілакос (Νικόλαος Τριανταφυλλάκος)         |                                               | 1855—1939  | 28 серпня 1922 — 16 вересня 1922      |        |
| Анастасіос Хараламбіс (Αναστάσιος Χαραλάμπης)              |                                               | 1862—1949  | 16 вересня 1922 — 17 вересня 1922     |        |
| Сотиріос Крокідас (Σωτήριος Κροκιδάς)                      |                                               | 1852—1924  | 17 вересня 1922 — 27 листопада 1922   |        |
| Стиліанос Гонатас (Στυλιανός Γονατάς)                      |                                               | 1876—1966  | 27 листопада 1922 — 11 січня 1924     |        |
| Елефтеріос Венізелос (Ελευθέριος Βενιζέλος)                |                                               | 1864—1936  | 11 січня 1924 — 6 лютого 1924         |        |
| Георгіос Кафантаріс (Γεώργιος Καφαντάρης)                  |                                               | 1873—1946  | 6 лютого 1924 — 12 березня 1924       |        |

## Друга Грецька республіка
| Ім'я                                                | Портрет | Роки життя | Роки при владі                   | Партія |
| --------------------------------------------------- | ------- | ---------- | -------------------------------- | ------ |
| Александрос Папанастасіу (Αλέξανδρος Παπαναστασίου) |         | 1876—1936  | 12 березня 1924 — 24 липня 1924  |        |
| Фемістокліс Сифуліс (Θεμιστοκλής Σοφούλης)          |         | 1862—1949  | 24 липня 1924 — 7 жовтня 1924    |        |
| Андреас Міхалакопулос (Ανδρέας Μιχαλακόπουλος)      |         | 1876—1938  | 7 жовтня 1924 — 26 червня 1925   |        |
| Теодорос Пангалос (Θεόδωρος Πάγκαλος)               |         | 1878—1952  | 25 червня 1925 — 19 липня 1926   |        |
| Атанасіос Евтаксіас (Αθανάσιος Ευταξίας)            |         | 1849—1931  | 19 липня 1926 — 23 серпня 1926   |        |
| Георгіос Кондиліс (Γεώργιος Κονδύλης)               |         | 1879—1936  | 23 серпня 1926 — 4 грудня 1926   |        |
| Александрос Заїміс (Αλέξανδρος Ζαΐμης)              |         | 1855—1936  | 4 грудня 1926 — 4 липня 1928     |        |
| Елефтеріос Венізелос (Ελευθέριος Βενιζέλος)         |         | 1864—1936  | 4 липня 1928 — 26 травня 1932    |        |
| Александрос Папанастасіу (Αλέξανδρος Παπαναστασίου) |         | 1876—1936  | 26 травня 1932 — 5 червня 1932   |        |
| Елефтеріос Венізелос (Ελευθέριος Βενιζέλος)         |         | 1864—1936  | 5 червня 1932 — 3 листопада 1932 |        |
| Панаїс Цалдаріс (Παναγής Τσαλδάρης)                 |         | 1868—1936  | 3 листопада 1932 — 16 січня 1933 |        |
| Елефтеріос Венізелос (Ελευθέριος Βενιζέλος)         |         | 1864—1936  | 16 січня 1933 — 6 березня 1933   |        |
| Александрос Отонеос (Αλέξανδρος Οθωναίος)           |         | 1879—1970  | 6 березня 1933 — 10 березня 1933 |        |
| Панаїс Цалдаріс (Παναγής Τσαλδάρης)                 |         | 1868—1936  | 10 березня 1933 — 10 жовтня 1935 |        |

## Реставрація монархії
| Им'я                                            | Портрет | Роки життя | Роки при владі                     | Партія |
| ----------------------------------------------- | ------- | ---------- | ---------------------------------- | ------ |
| Георгіос Кондиліс (Γεώργιος Κονδύλης)           |         | 1879—1936  | 10 жовтня 1935 — 30 листопада 1935 |        |
| Константінос Демердзис (Κωνσταντίνος Δεμερτζής) |         | 1876—1936  | 30 листопада 1935 — 12 квітня 1936 |        |
| Іоанніс Метаксас (Ιωάννης Μεταξάς)              |         | 1871—1941  | 13 квітня 1936 — 29 січня 1941     |        |
| Александрос Коризис (Αλέξανδρος Κορυζής)        |         | 1885—1941  | 29 січня 1941 — 18 квітня 1941     |        |

## Німецька окупація
| Им'я                                               | Портрет | Роки життя | Роки при владі                  | Партія |
| -------------------------------------------------- | ------- | ---------- | ------------------------------- | ------ |
| Еммануїл Цудерос (Εμμανουήλ Τσουδερός)             |         | 1882—1956  | 21 квітня 1941 — 14 квітня 1944 |        |
| Софокліс Венізелос (Σοφοκλής Βενιζέλος)            |         | 1894—1964  | 14 квітня1944 — 26 квітня 1944  |        |
| Георгіос Папандреу (старший) (Γεώργιος Παπανδρέου) |         | 1888—1968) | 26 квітня 1944 — 3 січня 1945   |        |

## Післявоєнний період
| Им'я                                                      | Портрет | Роки життя | Роки при владі                       | Партія |
| --------------------------------------------------------- | ------- | ---------- | ------------------------------------ | ------ |
| Ніколаос Пластірас (Νικόλαος Πλαστήρας)                   |         | 1883—1953  | 3 січня 1945 — 8 квітня 1945         |        |
| Петрос Вулгаріс (Πέτρος Βούλγαρης)                        |         | 1884—1957  | 8 квітня 1945 — 11 серпня 1945       |        |
| Петрос Вулгаріс (Πέτρος Βούλγαρης)                        |         | 1884—1957  | 11 серпня 1945 — 17 жовтня 1945      |        |
| архієпископ Афінський Дамаскин (Αρχιεπίσκοπος Δαμασκηνός) |         | 1891—1949  | 17 жовтня 1945 — 1 листопада 1945    |        |
| Панайотіс Канеллопулос (Παναγιώτης Κανελλόπουλος)         |         | 1902—1986  | 1 листопада 1945 — 22 листопада 1945 |        |
| Фемістокліс Сифуліс (Θεμιστοκλής Σοφούλης)                |         | 1862—1949  | 22 листопада 1945 — 4 квітня 1946    |        |
| Панайотіс Пуліцас (Παναγιώτης Πουλίτσας)                  |         | 1881—1968  | 4 квітня 1946 — 18 квітня 1946       |        |
| Константінос Цалдаріс (Κωνσταντίνος Τσαλδάρης)            |         | 1884—1970  | 18 квітня 1946 — 24 січня 1947       |        |
| Дімітріос Максімос (Δημήτριος Μάξιμος)                    |         | 1873—1955  | 24 січня 1947 — 29 серпня 1947       |        |
| Константінос Цалдаріс (Κωνσταντίνος Τσαλδάρης)            |         | 1884—1970  | 29 серпня 1947 — 7 вересня 1947      |        |
| Фемістокліс Сифуліс (Θεμιστοκλής Σοφούλης)                |         | 1862—1949  | 7 вересня 1947 — 18 листопада 1948   |        |
| Фемістокліс Сифуліс (Θεμιστοκλής Σοφούλης)                |         | 1862—1949  | 18 листопада 1948 — 20 січня 1949    |        |
| Фемістокліс Сифуліс (Θεμιστοκλής Σοφούλης)                |         | 1862—1949  | 20 січня 1949 — 14 квітня 1949       |        |
| Фемістокліс Сифуліс (Θεμιστοκλής Σοφούλης)                |         | 1862—1949  | 14 квітня 1949 — 24 червня 1949      |        |
| Александрос Діомідіс (Αλέξανδρος Διομήδης)                |         | 1875—1950  | 30 червня 1949 — 6 січня 1950        |        |
| Іоанніс Феотокіс (Ιωάννης Θεοτόκης)                       |         | 1880—1961  | 6 січня 1950 — 23 березня 1950       |        |
| Софокліс Венізелос (Σοφοκλής Βενιζέλος)                   |         | 1894—1964  | 23 березня 1950 — 15 квітня 1950     |        |
| Ніколаос Пластірас (Νικόλαος Πλαστήρας)                   |         | 1883—1953  | 15 квітня 1950 — 21 серпня 1950      |        |
| Софокліс Венізелос (Σοφοκλής Βενιζέλος)                   |         | 1894—1964  | 21 серпня 1950 — 13 вересня 1950     |        |
| Софокліс Венізелос (Σοφοκλής Βενιζέλος)                   |         | 1894—1964  | 13 вересня 1950 — 3 листопада 1950   |        |
| Софокліс Венізелос (Σοφοκλής Βενιζέλος)                   |         | 1894—1964  | 3 листопада 1950 — 27 жовтня 1951    |        |
| Ніколаос Пластірас (Νικόλαος Πλαστήρας)                   |         | 1883—1953  | 27 жовтня 1951 — 11 жовтня 1952      |        |
| Дімітріос Кіусопулос (Δημήτριος Κιουσόπουλος)             |         | 1892—1977  | 11 жовтня 1952 — 19 листопада 1952   |        |
| Александрос Папагос (Αλέξανδρος Παπάγος)                  |         | 1883—1955  | 19 листопада 1952 — 4 жовтня 1955    |        |
| Константінос Караманліс (Κωνσταντίνος Γ. Καραμανλής)      |         | 1907—1998  | 6 жовтня 1955 — 29 лютого 1956       |        |
| Константінос Караманліс (Κωνσταντίνος Γ. Καραμανλής)      |         | 1907—1998  | 29 лютого 1956 — 5 березня 1958      |        |
| Константінос Георгакопулос (Κωνσταντίνος Γεωργακόπουλος)  |         | 1890—1978  | 5 березня 1958 — 17 травня 1958      |        |
| Константінос Караманліс (Κωνσταντίνος Γ. Καραμανλής)      |         | 1907—1998  | 17 травня 1958 — 20 вересня 1961     |        |
| Константінос Довас (Κωνσταντίνος Δόβας)                   |         | 1898—1973  | 20 вересня 1961 — 4 листопада 1961   |        |
| Константінос Караманліс (Κωνσταντίνος Γ. Καραμανλής)      |         | 1907—1998  | 4 листопада 1961 — 17 червня 1963    |        |
| Панайотіс Піпінеліс (Παναγιώτης Πιπινέλης)                |         | 1899—1970  | 17 червня 1963 — 29 вересня 1963     |        |
| Стиліанос Мавроміхаліс (Στυλιανός Μαυρομιχάλης)           |         | 1902—1981  | 29 вересня 1963 — 8 листопада 1963   |        |
| Георгіос Папандреу (старший) (Γεώργιος Παπανδρέου)        |         | 1888—1968  | 8 листопада 1963 — 30 грудня 1963    |        |
| Іоанніс Параскевопулос (Ιωάννης Παρασκευόπουλος)          |         | 1900—1984  | 30 грудня 1963 — 18 лютого 1964      |        |
| Георгіос Папандреу (старший) (Γεώργιος Παπανδρέου)        |         | 1888—1968  | 18 лютого 1964 — 15 липня 1965       |        |
| Георгіос Афанасіадіс-Новас (Γεώργιος Αθανασιάδης—Νόβας)   |         | 1893—1987  | 15 липня 1965 — 20 серпня 1965       |        |
| Іліас Циримокос (Ηλίας Τσιριμώκος)                        |         | 1907—1968  | 20 серпня 1965 — 17 вересня 1965     |        |
| Стефанос Стефанопулос (Στέφανος Στεφανόπουλος)            |         | 1898—1982  | 17 вересня 1965 — 22 грудня 1966     |        |
| Іоанніс Параскевопулос (Ιωάννης Παρασκευόπουλος)          |         | 1900—1984  | 22 грудня 1966 — 3 квітня 1967       |        |
| Панайотіс Канеллопулос (Παναγιώτης Κανελλόπουλος)         |         | 1902—1986  | 3 квітня 1967 — 21 квітня 1967       |        |

## Військова хунта
| Им'я                                                 | Портрет | Роки життя | Роки при владі                    | Партія |
| ---------------------------------------------------- | ------- | ---------- | --------------------------------- | ------ |
| Константінос Колліас (Κωνσταντίνος Κόλλιας)          |         | 1901—1998  | 21 квітня 1967 — 13 грудня 1967   |        |
| Георгіос Пападопулос (Γεώργιος Παπαδόπουλος)         |         | 1919—1999  | 13 грудня 1967 — 8 жовтня 1973    |        |
| Спірос Маркезиніс (Σπύρος Μαρκεζίνης)                |         | 1909—2000  | 8 жовтня 1973 — 25 листопада 1973 |        |
| Адамантіос Андруцопулос (Αδαμάντιος Ανδρουτσόπουλος) |         | 1919—2000  | 25 листопада 1973 — 23 липня 1974 |        |

## Третя Грецька республіка
| Им'я                                                  | Портрет                               | Роки життя | Роки при владі                     | Партія                              |
| ----------------------------------------------------- | ------------------------------------- | ---------- | ---------------------------------- | ----------------------------------- |
| Константінос Караманліс (Κωνσταντίνος Γ. Καραμανλής)  |                                       | 1907—1998  | 24 липня 1974 — 21 листопада 1974  | Нова демократія                     |
| Константінос Караманліс (Κωνσταντίνος Γ. Καραμανλής)  | 21 листопада 1974 — 28 листопада 1977 | 1907—1998  |                                    | Нова демократія                     |
| Константінос Караманліс (Κωνσταντίνος Γ. Καραμανλής)  | 28 листопада 1977 — 10 травня 1980    | 1907—1998  |                                    | Нова демократія                     |
| Георгіос Ралліс (Γεώργιος Ράλλης)                     |                                       | 1918—2006  | 10 травня 1980 — 21 жовтня 1981    | Нова демократія                     |
| Андреас Папандреу (Ανδρέας Παπανδρέου)                |                                       | 1919—1996  | 21 жовтня 1981 — 5 червня 1985     | ПАСОК                               |
| Андреас Папандреу (Ανδρέας Παπανδρέου)                | 5 червня 1985 — 2 червня 1989         | 1919—1996  |                                    | ПАСОК                               |
| Дзаніс Дзанетакіс (Τζανής Τζαννετάκης)                |                                       | 1927—2010  | 2 липня 1989 — 11 жовтня 1989      | Нова демократія                     |
| Іоанніс Гривас (Ιωάννης Γρίβας)                       |                                       | 1923—2016  | 11 жовтня 1989 — 23 листопада 1989 | безпартійний                        |
| Ксенофон Золотас (Ξενοφών Ζολώτας)                    |                                       | 1904—2004  | 23 листопада 1989 — 11 квітня 1990 | безпартійний                        |
| Константінос Міцотакіс (Κωνσταντίνος Μητσοτάκης)      |                                       | 1918—2017  | 11 квітня 1990 — 13 жовтня 1993    | Нова демократія                     |
| Андреас Папандреу (Ανδρέας Παπανδρέου)                |                                       | 1919—1996  | 13 жовтня 1993 — 22 січня 1996     | ПАСОК                               |
| Костас Сімітіс (Κωνσταντίνος Σημίτης)                 |                                       | 1936—2025  | 22 січня 1996 — 25 вересня 1996    | ПАСОК                               |
| Костас Сімітіс (Κωνσταντίνος Σημίτης)                 | 25 вересня 1996 — 13 квітня 2000      | 1936—2025  |                                    | ПАСОК                               |
| Костас Сімітіс (Κωνσταντίνος Σημίτης)                 | 13 квітня 2000 — 10 березня 2004      | 1936—2025  |                                    | ПАСОК                               |
| Костас Караманліс(Κωνσταντίνος Α. Καραμανλής)         |                                       | 1956—      | 10 березня 2004 — 17 вересня 2007  | Нова демократія                     |
| Костас Караманліс(Κωνσταντίνος Α. Καραμανλής)         | 19 вересня 2007 — 5 жовтня 2009       | 1956—      |                                    | Нова демократія                     |
| Йоргос Папандреу (Γεώργιος Παπανδρέου)                |                                       | 1952—      | 6 жовтня 2009 — 8 листопада 2011   | ПАСОК                               |
| Лукас Пападімос (Λουκάς Παπαδήμος)                    |                                       | 1947—      | 11 листопада 2011 — 17 травня 2012 | безпартійний                        |
| Панайотіс Пікрамменос (Παναγιώτης Πικραμμένος)        |                                       | 1945—      | 17 травня 2012 — 19 червня 2012    | безпартійний                        |
| Антоніс Самарас (Αντώνης Σαμαράς)                     |                                       | 1951—      | 20 червня 2012 — 26 січня 2015     | Нова демократія                     |
| Алексіс Ципрас (Αλέξης Τσίπρας)                       |                                       | 1974—      | 26 січня 2015 — 27 серпня 2015     | Коаліція радикальних лівих — СІРІЗА |
| Васілікі Тану-Хрістофілу (Βασιλική Θάνου-Χριστοφίλου) |                                       | 1950—      | 27 серпня 2015 — 21 вересня 2015   |                                     |
| Алексіс Ципрас (Αλέξης Τσίπρας)                       |                                       | 1974—      | 21 вересня 2015 — 8 липня 2019     | Коаліція радикальних лівих — СІРІЗА |
| Кіріакос Міцотакіс (Κυριάκος Μητσοτάκης)              |                                       | 1968—      | 8 липня 2019 — 25 травня 2023      | Нова демократія                     |
| Іоанніс Сармас (Ιωάννης Σαρμάς)                       |                                       | 1957—      | 25 травня 2023 — 26 червня 2023    |                                     |
| Кіріакос Міцотакіс (Κυριάκος Μητσοτάκης)              |                                       | 1968—      | з 26 червня 2023                   | Нова демократія                     |